# Kielno, Tỉnh West Pomeranian
Kielno [ˈkʲɛlnɔ] (tiếng Đức: Kehlungen) là một khu định cư ở quận hành chính của Gmina Dobrzany, thuộc hạt Stargard, West Pomeranian Voivodeship, ở phía tây bắc Ba Lan.
Trước năm 1945, khu vực này là một phần của Đức. Đối với lịch sử của khu vực, xem Lịch sử của Pomerania.